# Malgrat de Mar
Malgrat de Mar er en catalansk by i comarcaet Maresme i provinsen Barcelona i det nordøstlige Spanien. Byen har 19.377(2024) indbyggere og dækker et areal på 8,82 km². Den er beliggende mellem byerne Santa Susanna og Blanes, som ligger omkring tyve kilometer fra Mataró, hovedstaden i comarcaet. Malgrat de Mar betjenes af Rodalies de Catalunya, der bl.a. opererer mellem Barcelona og Maçanet-Massanes.